# Livro da Noa
El Livro da Noa es un códice medieval elaborado en el monasterio de Santa Cruz de Coímbra y hoy conservado en el Arquivo Nacional Torre do Tombo.El volumen actual resulta de la encuadernación por separado, en el siglo XVII, de los cinco últimos cuadernos de un salterio que contenía las oraciones de la hora nona, de donde tomó su nombre. También fue conocido como "libro de las eras" y como "libro de la sacristía". Contiene un conjunto de textos breves, la mayoría historiográficos, que fueron copiados en distintos momentos: los primeros hacia el año 1200, otros en el siglo XIV y los últimos en el XV.

### Características físicas
El códice está compuesto por 26 folios de pergamino, numerados del 2 al 27 y agrupados en cinco cuadernos: un binión (folios 2 al 5), un cuaternión (folios 6 al 13), un ternión incompleto (folios 14 al 18) y un quinión también incompleto (folios 19 al 27). El primer cuaderno data de finales del siglo XII o principios del XIII y probablemente fue un cuaternión que, en el siglo XIV, perdió sus últimos folios. El contenido de estos folios, o de parte de ellos, fue copiado en el segundo cuaderno.
El salterio del que formaba parte contenía los siete salmos penitenciales. Sus últimos cinco cuadernos fueron separados en fecha imprecisa y se consideraron perdidos hasta que, en 1623, el religioso José de Cristo los encontró junto a las reliquias del monasterio y los encuadernó.

### Composición
Al Livro da Noa se fueron trasladando, en diferentes momentos, registros y composiciones que probablemente estaban repartidas en varios volúmenes, para así evitar que se perdiesen. Entre estos textos se encuentran tres versiones de los Annales Portucalenses Veteres, los Annales martyrum, el Ordo Annorum Mundi y un obituario de los obispos de Coímbra, así como varias series analísticas.

### Ediciones
Los textos que componen el Livro da Noa han sido copiados, total o parcialmente, desde el siglo XV, y publicados en formato impreso por António Caetano de Sousa, Enrique Flórez, Alexandre Herculano, Alfredo Pimenta, Pierre David y António Cruz.